# Чуюнчи-Николаевка
Чуюнчи-Николаевка (баш. Суйынсы-Николаевка) — село в Давлекановском районе Башкортостана, входит в состав Чуюнчинского сельсовета.

## Население
| 2002 | 2009 | 2010 |
| ---- | ---- | ---- |
| 506  | ↗555 | ↗558 |

Согласно переписи 2002 года, преобладающая национальность — чуваши (97 %). Также живут башкиры, татары, мордва, русские.

## Географическое положение
Расстояние до:
- районного центра (Давлеканово): 40 км,
- центра сельсовета (Чуюнчи): 3 км,
- ближайшей ж/д станции (Давлеканово): 40 км.
- находится на границе Альшеевского, Аургазинского и Давлекановского районов

## Улицы
Центральная, Молодёжная, Церковная, Цыганская, Нагорная, Вторая Полевая, Полевая.

## Религия
В селе есть православная Никольская церковь.